# Ongulgalten
Ongulgalten (sinngemäß aus dem Norwegischen übersetzt Angelhakenkeiler) ist eine Insel vor der Prinz-Harald-Küste des ostantarktischen Königin-Maud-Lands. Am südlichen Ende der Gruppe Flatvær ist sie die nördlichste dreier aufgereihter Inseln 1,5 km südöstlich der Teøyane.
Norwegische Kartographen kartierten sie 1946 anhand von Luftaufnahmen der Lars-Christensen-Expedition 1936/37. Sie benannten sie in Anlehnung an die Benennung der benachbarten Ongul-Insel. 